# Trichoplusia capnista
Trichoplusia capnista är en fjärilsart som beskrevs av Claude Dufay 1972. Trichoplusia capnista ingår i släktet Trichoplusia och familjen nattflyn. Inga underarter finns listade i Catalogue of Life.